# Die Herrin der Welt
Pour plus de détails, voir Fiche technique et Distribution.
Die Herrin der Welt (en français, La Maîtresse du monde) est un film allemand à huit épisodes, réalisé par Joe May, Josef Klein, Uwe Jens Krafft et Karl Gerhardt, sorti en 1919.

## Synopsis

### L'Amie de l'homme jaune
La jeune Danoise Maud Gregaards répond à une petite annonce de gouvernante à Canton. Mais elle se fait enfermer dans un lupanar dont la libère son compagnon de voyage, Kien-Lung, étudiant en doctorat en Europe. Mais il est enlevé et torturé par son compatriote Hai-Fung qui a aussi enlevé Maud. Grâce à l'intervention courageuse du consul Madsen, ils s'échappent. Kien-Lung est amoureux de l'Européenne, mais elle le repousse. Maud a un grand secret qui tient de la vengeance.

### L'Histoire de Maud Gregaards
Maud est venue en Chine, sous l'influence de Kien-Lung. Son père à elle est archiviste au ministère des Affaires étrangères. On lui demande sous la menace un traité secret chinois. Il se suicide. Maud tombe amoureuse d'un homme politique, pour qui elle travaille comme traductrice. Sans le savoir, elle traduit ce traité secret. Lorsque son amant s'installe à l'étranger avec le contrat, Maud est arrêtée pour espionnage et emprisonnée. En prison, elle donne naissance à un enfant qui meurt après. Vite libérée, elle obtient une information selon laquelle le rabbin de Kuan-Fu saurait où se trouve la cachette du trésor de la reine de Saba, ce qui l'aiderait à perpétrer sa vengeance.

### Le Rabbin de Kuan-Fu
Maud Gregaards, Kien-Lung et le consul Madsen se rendent chez le rabbin de Kuan-Fu. Les trois compagnons arrivent près des ruines où le rabbin vit, regardés avec suspicion par les autochtones. Madsen trouve dans un vieux bijou d'Astarté que la reine de Saba avait donné au roi Salomon une carte au trésor. Avant qu'il puisse expliquer la carte à Madsen, le rabbin meurt. Madsen est blessé lors de combats avec les autochtones, abandonné honteusement par Kien-Lung et dépouillé du bijou d'Astarté. Lorsqu'il retrouve le Chinois ainsi que Maud, un duel va éclater entre les deux hommes. Maud intervient pour qu'il n'ait pas lieu.

### Le Roi de Makombe
Maud Gregaards, Kien-Lung et le consul Madsen sont en Afrique centrale, à la recherche d'Ophir qui serait dans le territoire du roi africain Makombe. C'est le centre du culte d'Astarté. Le marabout de Makombe leur vole le bijou d'Astarté et ordonne aux habitants de les attaquer. Maud, Madsen et Kien-Lung fuient. Mais Kien-Lung est frappé par une flèche et meurt. Maud et Madsen trouvent refuge dans une grotte. En l'explorant, ils atteignent la porte d'Ophir.

### Ophir, la ville du passé
Les deux Danois entrent dans Ophir. Ils sont aussitôt arrêtés. Maud doit être sacrifiée parce qu'elle a profané le sol sacré de cette ville. Madsen devient l'esclave des Sabytes, une tribu indigène. Alors que Maud est sur l'autel, le grand prêtre dévoile sur son cou le bijou d'Astarté. Ils la prennent pour la déesse dont on attendait le retour. Avec l'aide de l'ingénieur Allan Stanley, qui était aussi esclave, Madsen entre dans le temple d'Astarté. Ils découvrent le trésor et en informent le monde entier par télégraphe. Un avion vient les sauver. Mais le consul est tué sur le chemin, tandis que Maud et Stanley, accompagnés par Simba, un habitant d'Ophir, emportent le trésor. Soudain un tremblement de terre fait disparaître la ville mystérieuse d'Ophir.

### La Femme et le milliardaire
Maud Gregaards, devenue incroyablement riche, commence à dominer le monde. Elle se fait appeler Maud Fergusson. Fletcher, le magnat de la presse américain, qui a financé l'avion à Ophir achète l'histoire de Maud et la publie. La concurrence traite l'histoire d'escroquerie. L'agent artistique Karpeler en fait une adaptation au cinéma. Maud et Allan vivent en couple et voyagent en Europe.

### La Bienfaitrice de l'humanité
Maud cherche une nouvelle vie en compagnie d'Allan. Le trésor d'Ophir permet à la "maîtresse du monde" de vivre en toute insouciance dans son Danemark natal. Ils veulent se marier. Mais Stanley insiste pour connaître le nom de l'homme qui est responsable de tous ses malheurs passés, sinon il ne l'épouserait pas. Maud ne veut pas parler de son ancienne vie, fait comme si elle a tout oublié. Elle envisage de devenir une bienfaitrice de l'humanité et finance de grands projets technologiques. Allan développe une machine permettant de fondre les métaux à distance en utilisant des ondes électriques. Il devient la convoitise de marchands d'armes sans scrupules. Le jour de la présentation de l'invention, une explosion montée par l'ignoble baron Murphy a lieu. Ce diplomate est celui qui a volé le traité chinois et par qui les malheurs de Maud ont commencé. Allan perd la vie à cause de ce sabotage.

### La Vengeance de Maud Fergusson
Après la mort d'Allan, la vengeance de Maud devient davantage sanglante. Le détective privé Hunt est chargé d'enquêter sur Murphy. De son côté, Maud lance une campagne de presse contre lui. Murphy perd toute sa fortune et doit quitter le pays. Hunt découvre Credo Merville qui n'est autre que le fils dont Maud a accouché en prison et le fils de Murphy. Credo est considéré comme l'un des meilleurs élèves soutenus par Maud. Mère et fils se retrouvent. Murphy meurt dans une tempête de neige.

## Fiche technique
- Titre : Die Herrin der Welt
- Réalisation : Joe May (épisodes 2, 3 et 8), Josef Klein (épisodes 1 et 4), Uwe Jens Krafft (épisodes 4, 5, 6) et Karl Gerhardt (épisode 7)
- Scénario : Joe May, Richard Hutter, Ruth Goetz, Wilhelm Roellinghoff, Fritz Lang d'après le roman de Karl Figdor
- Musique : Ferdinand Hummel
- Direction artistique : Martin Jacoby-Boy, Otto Hunte, Karl Vollbrecht, Erich Kettelhut
- Directeur de la photographie : Werner Brandes
- Costumes : Leopold Verch
- Pays de production :  République de Weimar
- Genre: Aventures
- Production : Joe May
- Société de production : May-Film
- Société de distribution : UFA
- Format : Noir et blanc - 1,33:1 - Mono
- Date de sortie : 
  - République de Weimar : 5 décembre 1919

## Distribution
- Mia May: Maud Gregaards
- Michael Bohnen: Le consul Madsen
- Henry Sze: Kien-Lung
- Paul Hansen: Allan Stanley
- Hans Mierendorff: Baron Murphy
- Ernst Hofmann: Credo Merville

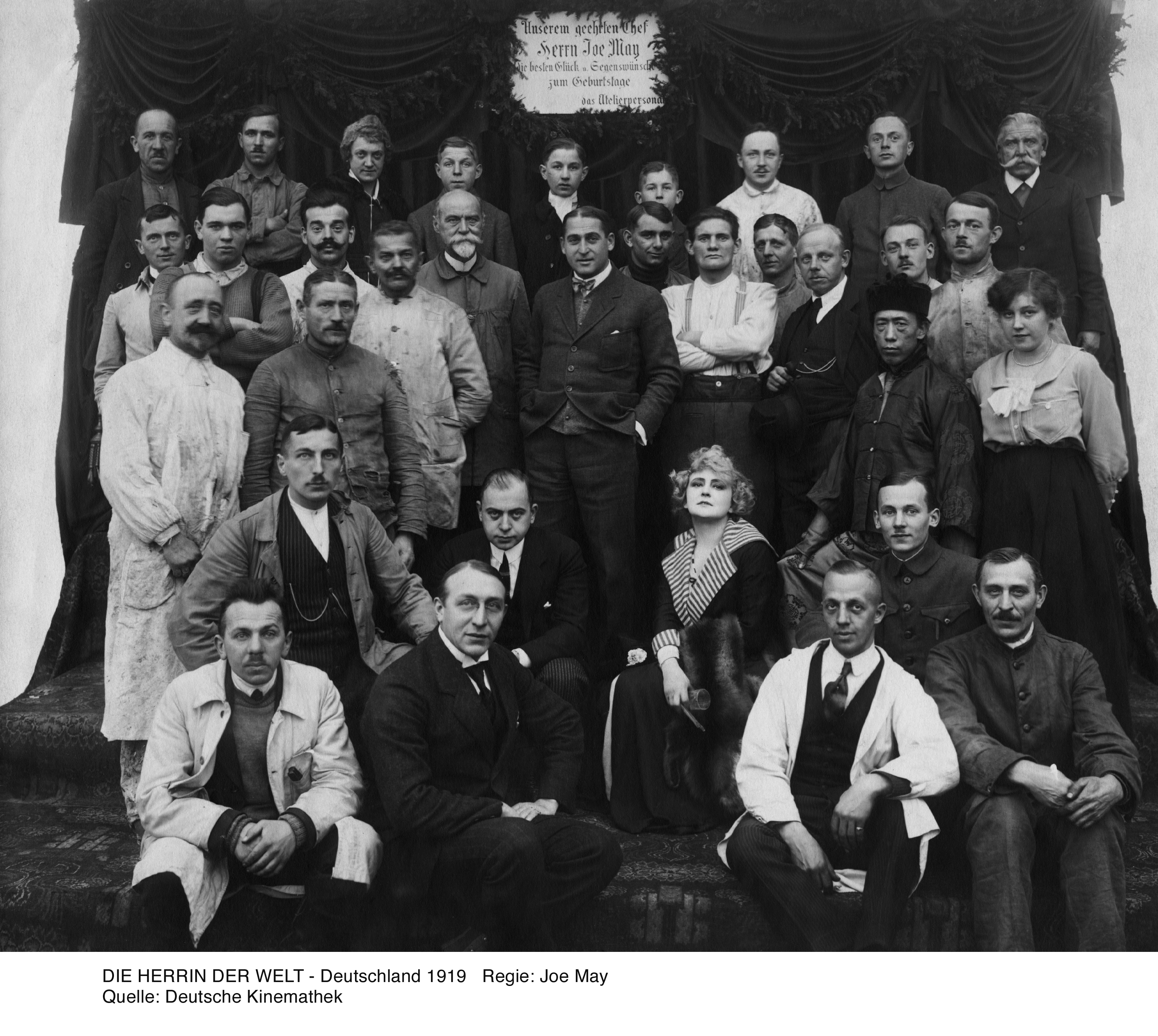
Acteurs et équipe technique de Die Herrin der Welt

- Rudolf Lettinger: Hunt le détective
- Paul Morgan: Pius Gotthilf Karpeler, l'agent artistique
- Hermann Picha: Jonathan Fletcher
- Victor Janson: Bullbox le reporter
- Wilhelm Diegelmann: Hannibal Harrison
- Louis Brody: Simba
- Bamboula: Le roi de Makombe
- Henry Bender: L'agent de change

## Source de la traduction
- (de) Cet article est partiellement ou en totalité issu de l’article de Wikipédia en allemand intitulé « Die Herrin der Welt » (voir la liste des auteurs).